# هاله نظری
فاطمه نظری  معروف به هاله نظری بازیگر سینما اهل ایران بود که هم‌اکنون در شهر لس آنجلس برنامه تلویزیونی اجرا می‌نماید.

## زندگی‌نامه
اولین فعالیت هنری هاله، بازی در فیلم‌های تبلیغاتی موسسه چاپلین فیلم بود که توسط برادران میناسیان (هراند و سلیمان میناسیان) ساخته میشد. نخستین حضورش بازی در فیلم تبلیغاتی کانادادرای بود ولی شهرت خود را با بازی در آگهی تبلیغاتی دستمال حریر به دست آورد. در اکثر این تبلیغات، هاله با صدای بلا الوندی آواز می‌خواند و لب می‌زد.
هاله فعالیت هنری خود در سینما را با بازی در فیلم پاپوش در سال ۱۳۵۲ به کارگردانی اسماعیل پورسعید آغاز نمود. پس از آن در ۲۰ فیلم دیگر هم به عنوان بازیگر نخست حضور داشت ولی سرانجام پس از فوت پدر و به درخواست خانواده در سال ۱۳۵۶ برای همیشه از سینما خداحافظی کرد.
از هاله یک ترانه دوصدایی با مصطفی جاویدان به نام «چینی بندزن» نیز منتشر شده.
پس از انقلاب اسلامی هاله به همراه تعداد کثیری از بازیگران و هنرمندان پیش از انقلاب به دادگاه انقلاب اسلامی فراخوانده شد. او در سال ۱۳۶۱ همراه با همسرش «امیر شجره» به آمریکا کوچ کرد و در کانال‌های کابلی لوس‌آنجلس برنامه «تلویزیون پارس» را در کنار فریدون فرخزاد اجرا نمود. چند سال بعد با آغاز فعالیت کانال‌های ماهواره‌ای فارسی در کنار همسرش «شبکه پارس» را راه‌اندازی کردند. همکاری او پس از جدایی از همسرش با این شبکه قطع شد و او فعالیت خود را در برنامه‌ای با عنوان «سالار زنان ایران» در «شبکه ایران آریایی» ادامه داد.

## نگارخانه

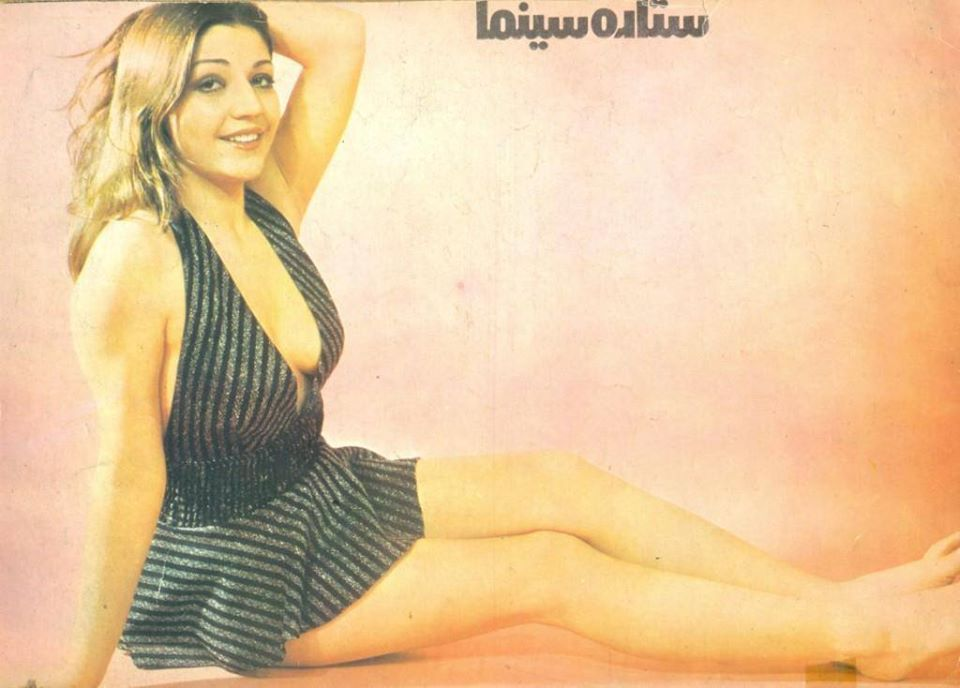
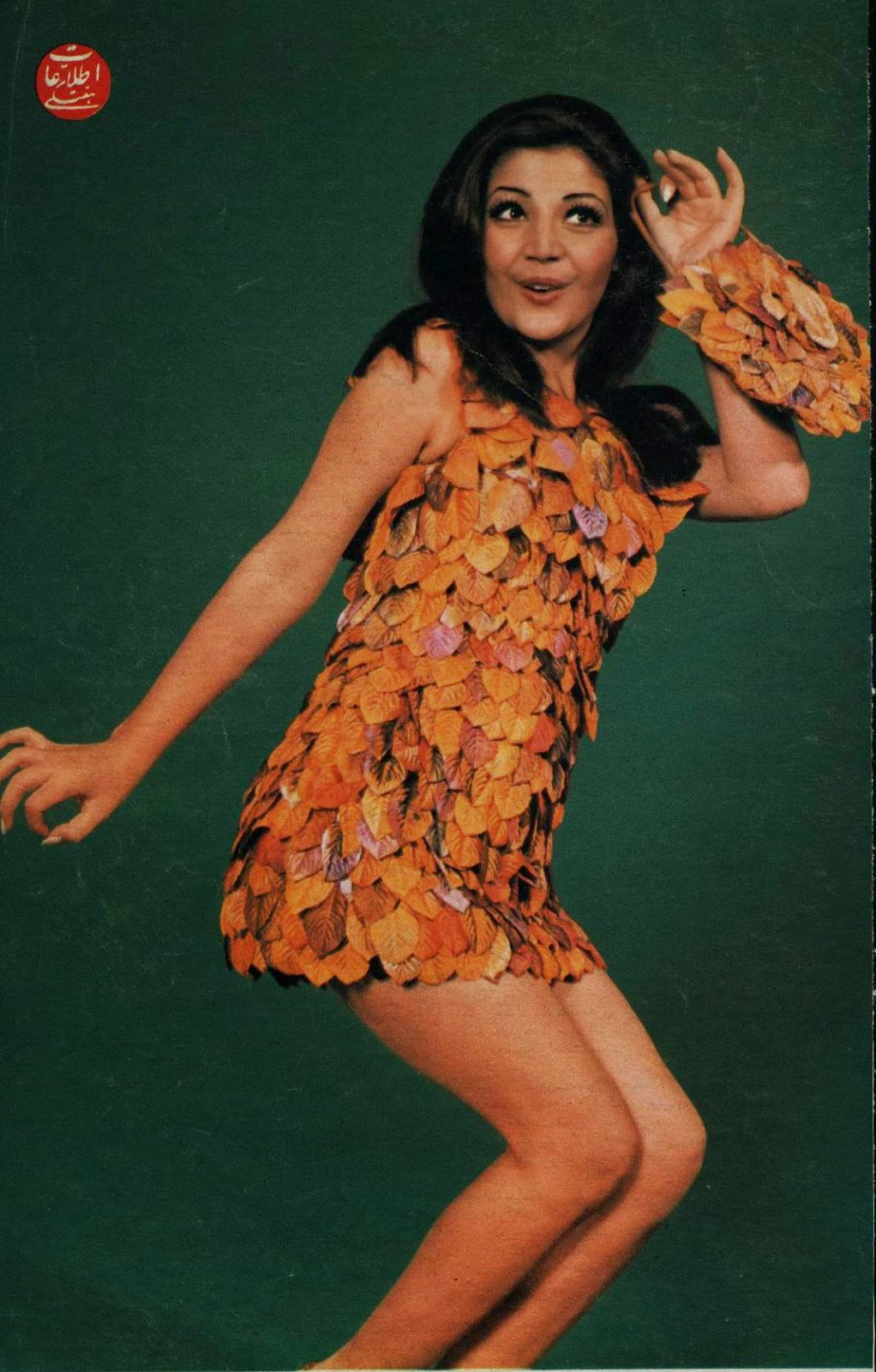
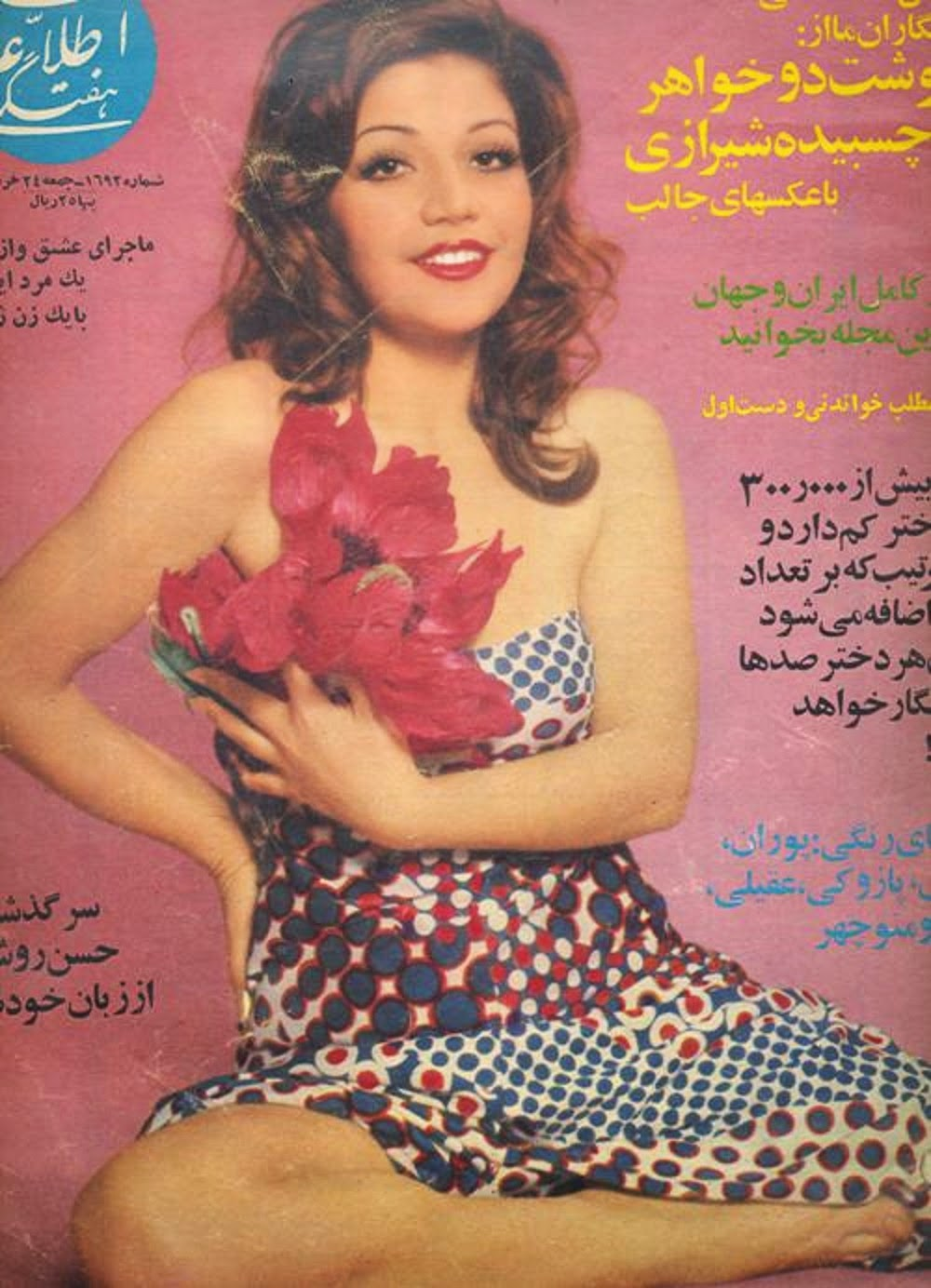
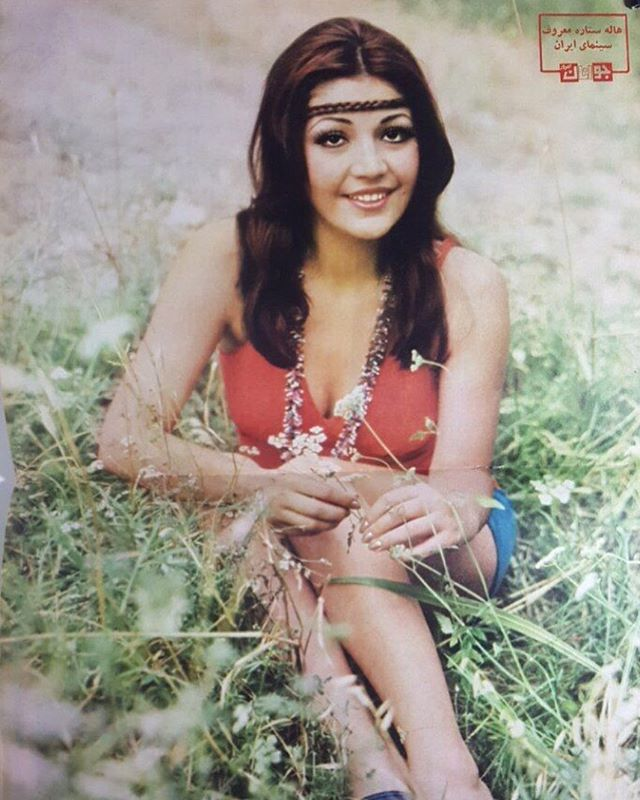

## فیلم‌شناسی
- خاتون (۱۳۵۶)
- پاک‌باخته (۱۳۵۵)
- پیش‌کسوت (۱۳۵۵)
- شهر شراب (۱۳۵۵)
- ستیز (۱۳۵۵)
- سارق (۱۳۵۴)
- مجازات (۱۳۵۴)
- هیچکی بابا نمیشه (۱۳۵۴)
- انگشت‌نما (۱۳۵۴)
- بنده خدا (۱۳۵۳)
- تهمت (۱۳۵۳)
- دختران بلا، مردان ناقلا (۱۳۵۳)
- مهدی فرنگی (۱۳۵۳)
- مواظب کلات باش (۱۳۵۳)
- عروس و مادرشوهر (۱۳۵۲)
- آقای جاهل (۱۳۵۲)
- دل خودش می‌خواد (۱۳۵۲)
- گریز از مرگ (۱۳۵۲)
- مردها و نامردها (۱۳۵۲)
- مروارید (۱۳۵۲)
- پاپوش (۱۳۵۲)